# NGC 7301
NGC 7301 هي مجرة حلزونية ضلعية تبعد حوالي 308,000,000 سنة ضوئية عن الأرض تقع في كوكبة الدلو. اكتشفها عالم الفلك الأمريكي فرانسيس ليفينوورث في عام 1886.

## وصلات خارجية
- NGC 7301 على موقع ويكي سكاي: DSS2, SDSS, GALEX, IRAS, Hydrogen α, X-Ray, Astrophoto, Sky Map, Articles and images